# Lauritz Thagaard
Lauritz Pedersen Thagaard var pioner i sandflugtsbekæmpelsen i Thy og Han herred. Han iværksatte flere plantningsforsøg, og den endnu eksisterende Thagaards Plantage mellem Nørre Vorupør og Vang (i Hundborg Herred) blev tilplantet under ledelse af sandflugtskommisær Thagaard.
Thagaard formodes at være søn af Peder Thagaard, men blev døbt i Humlum den 30.6.1756 uden navns nævnelse. Derimod blev han nævnt som Peder Jepsen Thagaards søn ved sin konfirmation i Humlum 1775. Han døde i Thisted 8.11.1829. Thagaard blev gift i Vestervig Kirke den 12.7.1791 med Margrethe Johanne Christine de Moldrup, der var født i Vestervig den 1.2.1770 som datter af major og amtsforvalter Hans Christian de Moldrup til Marsvinlund og dennes hustru, Christine Marie Wissing. .
Lauritz Thagaard var amtsfuldmægtig over Dueholm, Ørum og Vestervig klosters amter med bestalling af 1.6.1791, og han blev landvæsenskommissær med bestalling af 8.6.1791. Allerede den 14.7.1792 blev han dog suspenderet på grund af formodet kassemangel, en suspendering, der blev ophævet den 5.3.1794, men atter iværksat den 8.10.1797. Han blev derfor afskediget på grund af kassemangel den 20.6.1797. .
Thagaard fik dog ansættelse som sandflugtskommissær i Thy i 1799, og fra 1813 også i Vester og Øster Han herred. I dette embede blev han én af pionererne i sandflugtsbekæmpelsen. Han blev efterhånden også vejinspektør i Thisted amt med rang af justitsråd. 